# Folies Siffait
Les Folies Siffait sont un parc aménagé entre 1816 et 1830 dans le domaine de la Gérardière, au Cellier, près de Nantes, par Maximilien Siffait (1780-1861), architecte amateur, et par la suite par son fils Oswald (1813-1877), botaniste.
Elles sont inscrites au titre des monuments historiques depuis un arrêté du 22 juillet 1992.
Longtemps propriété privée, le site est devenu propriété de la commune en 1986 puis du département de la Loire-Atlantique en 2007.

## Présentation

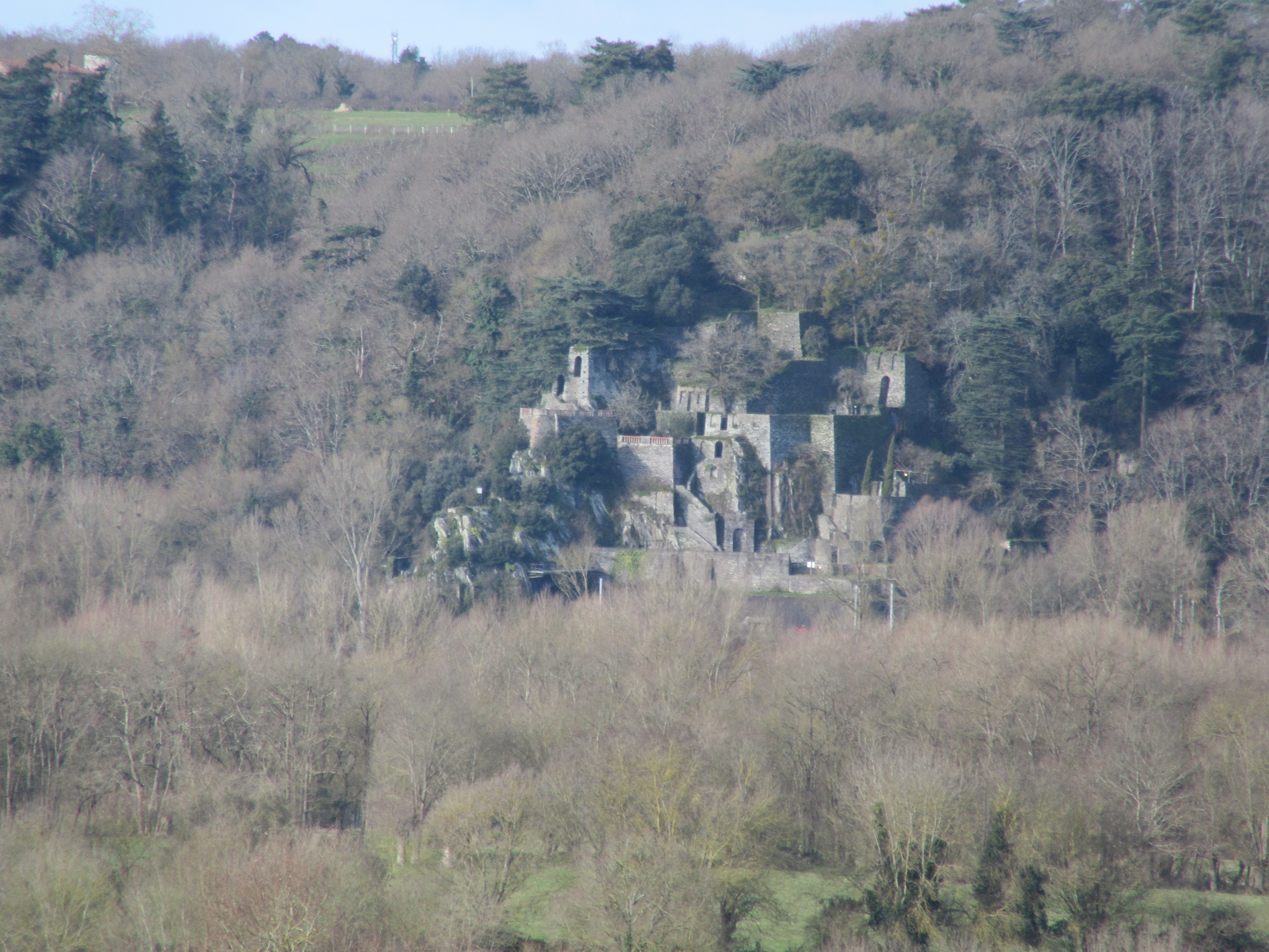
Les Folies Siffait vues de la rive gauche de la Loire

Les Folies Siffait sont un jardin décoratif organisé en terrasses et présenté sous forme de ruines factices. Ces faux vestiges, à l'origine de couleurs différentes, constituent un labyrinthe de bases de tours et d'escaliers qui ne conduisent nulle part. Niches, balustrades, enduits colorés, escaliers, murs, tours, trompe-l’œil, fausses ruines et jardins suspendus se succèdent, avec comme matériau de base le schiste ardoisé. Le site offre des panoramas sur la Loire.

## Historique

### Maximilien Siffait
Il est né le 21 février 1780 à Abbeville (Somme) dans une famille de bourgeois marchands. Il est bercé par les récits sur l'épopée de Napoléon Bonaparte, ayant 17 ans lors de la campagne d'Italie et 18 ans au retour de la campagne d'Égypte. Il entre dans l'administration des douanes. Ses convictions bonapartistes et l'appui de son père et de son grand-père, tous deux devenus consuls, lui permettent en 8 ans de passer du rang de commis à celui de receveur général à Calais.
En 1806, il épouse Marie-Louise Françoise Jourdan, avec qui il a trois enfants, Gabrielle en 1809 (mais elle meurt âgée d'un an), Jeanne-Louise en 1811 et Oswald en 1813. La Restauration met un terme à sa carrière, trop dépendante de ses convictions politiques.
En 1815, il découvre Nantes et les bords de la Loire au cours d'un voyage d'affaires avec son frère Laurent Saint-Amand, négociant. Il décide de s'installer dans la région et achète au Cellier le manoir de la Gérardière et les terres attenantes, peut-être par désir de trouver un lieu romantique pour vivre sa passion amoureuse avec sa femme. Dès 1816, Maximilien Siffait s'engage en architecte autodidacte dans un chantier d'aménagement de sa propriété. Il poursuit les travaux malgré la mort de son épouse en 1819.
Il entre dans le conseil municipal du Cellier au début des années 1820, alors que le maire est Jean-François Le Masne. Il est nommé à son tour maire du Cellier en 1822. Pendant son mandat, il se trouve en conflit avec le chef d'une grande famille du Cellier, le baron Juchault des Jamonières, alors propriétaire du château de Clermont, pour une question d'accaparement de terrains communaux. À noter que sa signature est : « Siffait Jourdan ». Il poursuit les travaux jusqu'en 1830, année de la mort prématurée de sa fille âgée de 18 ans,.
Il cesse d'être maire du Cellier en 1830. Durant l'été, il proteste contre l'éviction du sous-préfet d'Ancenis et contre la perspective d'une nomination comme maire du Cellier du baron des Jamonières. Son mandat se termine fin août ou début septembre ; son successeur est Pierre Saupin, précédemment adjoint chargé de l'état civil. Cependant, le baron des Jamonières deviendra maire en 1832.
Un peu plus tard, il quitte le Cellier et s'installe à Ancenis. En 1836, il laisse à Oswald la responsabilité du domaine de la Gérardière,, qui ne se réduit du reste pas aux Folies Siffait. Il meurt à Nantes le 25 novembre 1861, âgé de 81 ans, dans la demeure d'un ami, Édouard-Edmond Gouin, sans s'être remarié.

### L'aménagement du domaine de la Gérardière par Maximilien

#### Relief
Le domaine est formé par un plateau schisteux situé à quarante mètres au-dessus du niveau de la Loire, encadré par les vallées de deux ruisseaux qui découpent un promontoire triangulaire. Le château de la Gérardière se trouve à la base du triangle. Le promontoire se termine à sa pointe par une falaise très abrupte surplombant le fleuve.
La rive de la Loire est occupée par un chemin de halage destiné à la batellerie, très active jusqu'à l'arrivée du chemin de fer dans les années 1840.

#### Historique du domaine
Ces lieux ont antérieurement été l'emplacement d'un château féodal. Vers l'an 800, le comte Guy, qui donne son nom au « Château-Guy », bénéficie d'un péage fluvial installé sur la Loire. Le château est délaissé en 1389, au profit du château de Champtoceaux. Au début du XIXe siècle, des ruines sont visibles sur le site, sans qu'on sache s'il s'agit d'un simple bâtiment de péage ou des restes d'un donjon médiéval.

#### Les travaux de Maximilien Siffait

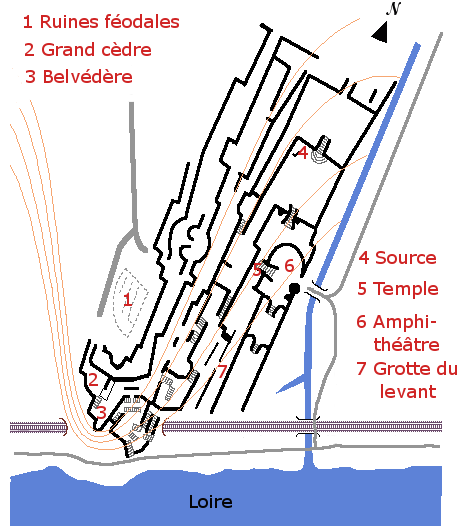
Plan du site des Folies Siffait

Jean-Gabriel Bouchaud envisage ces travaux de la façon suivante : 
- la première étape est la construction du belvédère en haut de la pointe du promontoire, donc un lieu facile d'accès, offrant une belle vue sur le fleuve ; ce type d'aménagement est d'ailleurs courant dans les propriétés de bord de Loire de ce pays de falaises ;
- la seconde étape est la construction d'une liaison entre le belvédère et la rive du fleuve, en fait une succession de terrasses et d'escaliers[B 3]. L'ensemble comporte vingt-trois terrasses en cul-de-sac. Le promeneur est toujours conduit vers le chemin principal. Le tout est articulé autour de deux axes qui se croisent au niveau d'un salon en forme de cercle dans la partie basse du site[M 5] ;
- la troisième étape (postérieure au décès de Marie-Louise) est l'aménagement du flanc amont du promontoire ; il s'agit d'une zone moins abrupte, mais beaucoup plus vaste qui doit relier le manoir à la Loire[B 5] ; selon Jean-Gabriel Bouchaud, il s'agit de créer un palais en plein air en vue de fêtes futures, notamment celle du 18e anniversaire de Jeanne-Louise (à l'été 1829). Malheureusement, en 1829, Jeanne-Louise n'est pas bien portante et aucune fête n'a lieu[15], puis elle meurt au début de 1830, rendant tout ce travail vain aux yeux de son père.

En ce qui concerne le processus de construction, Jean-Gabriel Bouchaud pense que le site peut fournir en abondance les matériaux de construction, principalement du schiste ardoisé et du gravier pour le mortier. Pour la main d'œuvre, Maximilien Siffait aurait pu bénéficier d'une main d'œuvre bon marché, composée de demi-soldes et de paysans désœuvrés.

### Oswald Siffait, botaniste des «Folies Siffait»
En 1838, Oswald épouse Rosalie Anne Marie Lorette, fille du maire de Clisson. En 1846, ils ont une fille, Anna. En 1870, elle épousera à Nantes Arthur Antonin Juchault des Jamonières, et un de leurs quatre enfants naîtra à la Gérardière en 1876.
De 1841 à 1847, Oswald est à son tour maire du Cellier. Il est concerné, en tant que maire et en tant que propriétaire de la Gérardière, par l'arrivée de la ligne de chemin de fer reliant Angers à Nantes, qui doit être établie sur le chemin de halage le long de la Loire.
En ce qui concerne le domaine, il est décidé d'appliquer des revêtements colorés sur les murs des constructions, et de peupler le site de pagodes chinoises, de kiosques orientaux et de mannequins de cire. C'est sans doute à cette époque que le site reçoit le nom de Folies Siffait, qui rend compte de l'apparence hétéroclite du parc.
Selon Jean-Gabriel Bouchaud, ces transformations décoratives sont spécifiquement dues à Rosalie, cherchant à atténuer la tristesse contenue dans la construction initiale.
Oswald Siffait, féru d'arboriculture, est attiré par la botanique. Il devient d'ailleurs président de la Société nantaise d'horticulture en 1848. Il dessine le cadre végétal des ruines artificielles en plantant de nombreuses essences : araucaria, catalpa, cèdres, paulownia, etc. Cet apport arboricole contribue à la beauté du site.
Les Siffait quittent par la suite le Cellier pour Nantes, tout en conservant la propriété de la Gérardière, au moins jusqu'en 1876. Rosalie Lorette meurt à Nantes en 1866, dans leur domicile situé rue Paré.
Oswald meurt le 16 avril 1877 à Nantes dans sa demeure située au numéro 6, place Saint-Pierre.

### Le déclin du site

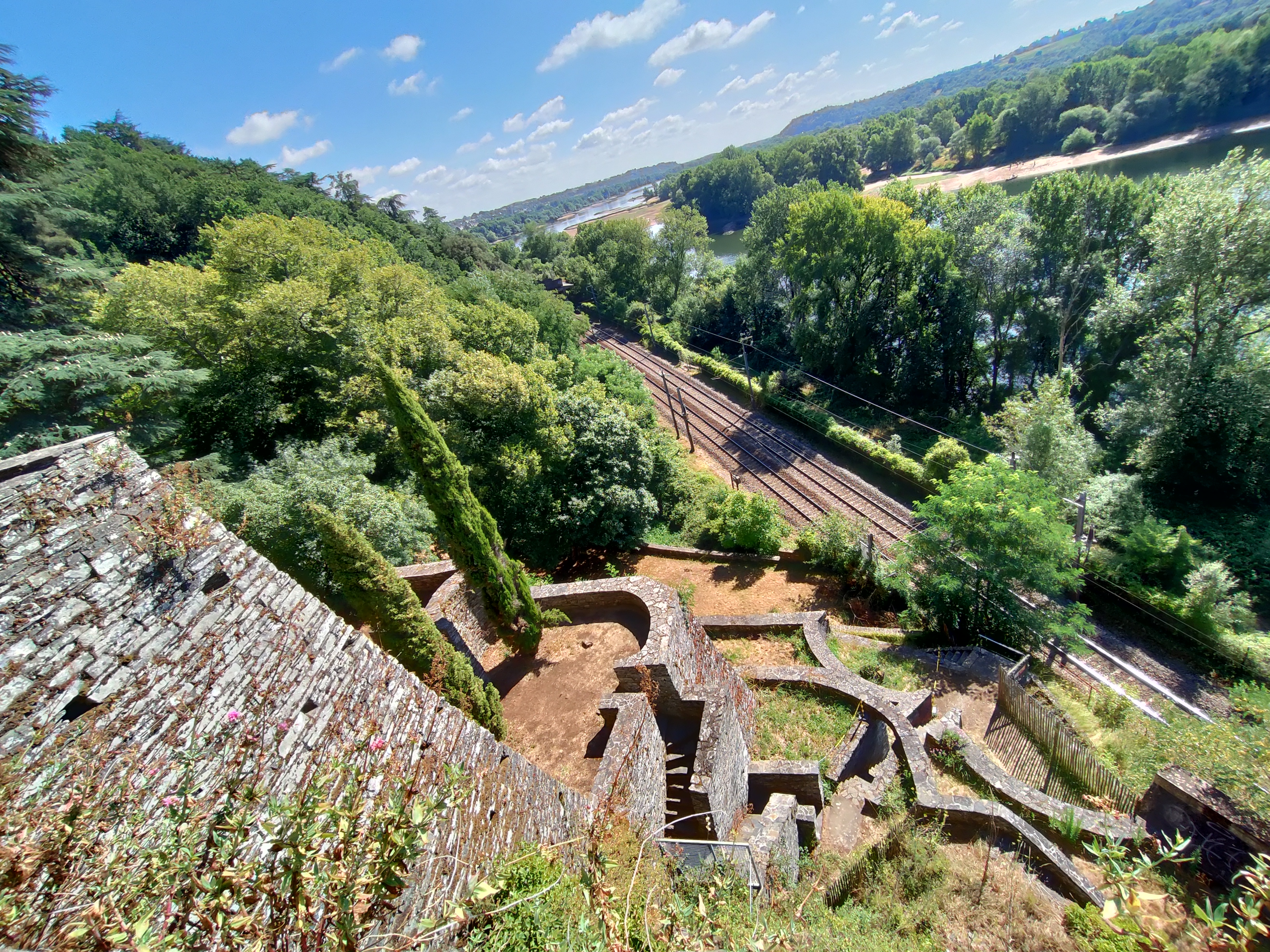
Les terrasses de la Folie Siffait avec la ligne de chemin de fer Tours-Saint-Nazaire en contrebas

Dans les années 1840, la voie ferrée de la ligne Angers - Nantes est implantée sur le chemin de halage. Un tunnel est percé pour la traversée de la pointe du promontoire, mais les parties les plus basses des Folies sont détruites. D'autre part, le trafic ferroviaire induit des vibrations qui nuisent à la stabilité des terrains[réf. nécessaire].
Le site est laissé à l'abandon un siècle durant, ce qui permet à la végétation de proliférer et d'endommager partiellement les constructions ; la croissance végétale est favorisée par la situation sud-est, ensoleillée et à l'abri des vents du nord et de l'ouest.
En 1944, trois bombes atteignent les Folies Siffait lors du bombardement du pont d'Oudon par les Alliés.

## La notoriété des Folies Siffait duXIXeauXXesiècle
Les Folies Siffait apparaissent, sous cette dénomination, dès les années 1830 et 1840 dans des guides de voyage sur la Loire, qui expriment une réception très négative :
- Voyage d'Orléans à Nantes par les inexplosibles de la Loire, 1839 :

« Vous voyez les Folies Siffait, incompréhensible mélange de tourelles gothiques, de petites pelouses et de terrasses de toutes les dimensions et de toutes les couleurs. Ce quelque chose de sans goût, qui mérite bien le nom qu'on lui a donné, est une erreur d'architecture et rien de plus.... »

- J. Forest, Voyage de Nantes à Orléans : guide du voyageur en bateau à vapeur, 1845 :

« Après le château de Clermont, viennent les Folies Siffait... On ne sait trop quoi dire en songeant à tout ce qu'on a dû dépenser pour ne rien faire de beau ni d'utile, si ce n'est que c'est œuvre de folies ainsi que l'indique son nom... »

- Prosper Sébire, Voyages sur les bateaux à vapeur de Nantes à Angers et Orléans, 1845 :

« Après Mauves, se voit ... un bizarre assemblage de petits murs crénelés, véritables Folies Siffait auxquelles il est désolant de voir accoler un nom aussi honorable. »

Le nom de « Folies » est ici pris dans le sens usuel, du fait de l’ambiguïté du mot qui a aussi une signification architecturale : résidence de campagne, résidence d'été, très courante dans la région nantaise où de nombreuses folies ont été construites par les armateurs au XVIIIe siècle. Le mot « folie » est dans ce cas une déformation de « feuillée ».
Au XXe siècle, on trouve des points de vue différents, notamment chez Julien Gracq, originaire d'une commune assez proche (25 km), Saint-Florent-le-Vieil :
- Julien Gracq, Carnets du grand chemin[28].

« Château éclaté dans la forêt qu'il peuple partout de ses fragments. »

« Dans le site peu connu de la Folie Siffait, j'y vois le prolongement en pointillé et comme le point ultime de la courbe que dessine, depuis la fin du Moyen Âge, l'alliance de plus en plus étroite nouée avec la pelouse, le bosquet, l'étang et l'arbre par l'art de bâtir... j'y déchiffre comme le mythe de l'Architecture enfin livré en pâture au paysage. »

## Protection et restauration des Folies Siffait
Les Folies Siffait ont été inscrites dès 1942 à l'inventaire des sites.
Après la Seconde Guerre mondiale, compte tenu de menaces d'éboulement, la SNCF achète une partie du site afin d'y effectuer des travaux de consolidation, peu esthétiques, mais qui assurent tout de même le ralentissement de la dégradation de l'ensemble.
Le site est connu localement ; il sert de terrain d'aventures aux habitants du Cellier, illégalement, puisqu'il s'agit d'une propriété privée.

### Redécouverte du site
La redécouverte du site à un niveau plus large a lieu dans les années 1980 grâce à des étudiants et professeurs de l'école d'architecture de Nantes.
En 1984, Nicolas de La Casinière publie un article dans la presse locale.
En 1986, la propriété du site passe à la commune du Cellier.

### Études en vue d'une restauration
Des études en vue de la restauration sont effectuées en liaison avec la municipalité du Cellier alors dirigée par Philippe des Jamonières, descendant d'Anna Siffait et Arthur des Jamonières. En 1986 a lieu un concours d'idées sur la remise en valeur du site ; y participe notamment Gilles Clément associé à l'architecte Patrick Berger.
Le parti-pris de restauration est d'abord celui d'une restauration minimaliste, c'est-à-dire ne remettant pas en cause l'état d'envahissement végétal. Néanmoins, ce point de vue ne pourra pas être conservé, car la végétation est devenue dangereuse pour l'architecture. Cela apparaîtra notamment lors de la tempête de 1999 qui abat plusieurs arbres avec de gros dégâts. Mais dès le début du chantier, un mur considéré comme sain s'est effondré sans raison apparente.
En 1992, les Folies sont inscrites au titre des monuments historiques par l'arrêté du 22 juillet.
En 1994, un arrêté municipal interdit l'accès du site pour des raisons de sécurité.

### Le chantier de restauration
Le chantier de restauration débute en 1992. Dans une première phase ont lieu des travaux de découverte, défrichement et consolidation effectués par l'entreprise Arcades du Sillon (Jean-Louis Boistel).
De 1995 à 2002, le chantier est dirigé par l'architecte du patrimoine Jean-Pierre Leconte : aménagement d'un chemin extérieur dans le vallon oriental, reconstruction ou consolidation des grands murs périphériques, remise en place des balustrades des terrasses hautes.
En 2002, la direction du chantier passe à Pierluigi Pericolo, lui aussi architecte du patrimoine : terrasses basses, parcours de visite, grilles de fermeture…

### Depuis 2007
En 2007, la propriété du site est passée de la commune du Cellier au département de Loire-Atlantique.
Le site est uniquement ouvert lors des visites guidées gratuites que propose le département de Loire-Atlantique sur son site internet jusqu'en 2024, année de sa fermeture au public. Pour pallier la fermeture, un site de visite virtuelle a été mis en place en 2024.